# Оранджвілл (Іллінойс)
Оранджвілл (англ. Orangeville) — селище (англ. village) в США, в окрузі Стівенсон штату Іллінойс. Населення — 766 осіб (2020).

## Географія
Оранджвілл розташований за координатами 42°27′59″ пн. ш. 89°38′46″ зх. д. / 42.46639° пн. ш. 89.64611° зх. д. (42.466428, -89.646175).  За даними Бюро перепису населення США в 2010 році селище мало площу 1,63 км², уся площа — суходіл.

## Демографія
Згідно з переписом 2010 року, у селищі мешкали 793 особи в 336 домогосподарствах у складі 216 родин. Густота населення становила 488 осіб/км².  Було 350 помешкань (215/км²).
Расовий склад населення:
| - 98,7 % — білих - 0,1 % — азіатів |

До двох чи більше рас належало 0,8 %. Частка іспаномовних становила 0,8 % від усіх жителів.
За віковим діапазоном населення розподілялося таким чином: 25,1 % — особи молодші 18 років, 60,5 % — особи у віці 18—64 років, 14,4 % — особи у віці 65 років та старші. Медіана віку мешканця становила 40,0 року. На 100 осіб жіночої статі у селищі припадало 97,3 чоловіків;  на 100 жінок у віці від 18 років та старших — 89,2 чоловіків також старших 18 років.
Середній дохід на одне домашнє господарство  становив 48 455 доларів США (медіана — 43 333), а середній дохід на одну сім'ю — 58 776 доларів (медіана — 52 000). Медіана доходів становила 35 694 долари для чоловіків та 29 276 доларів для жінок. За межею бідності перебувало 9,9 % осіб, у тому числі 11,4 % дітей у віці до 18 років та 0,0 % осіб у віці 65 років та старших.
Цивільне працевлаштоване населення становило 503 особи. Основні галузі зайнятості: роздрібна торгівля — 22,7 %, виробництво — 18,3 %, мистецтво, розваги та відпочинок — 12,5 %, освіта, охорона здоров'я та соціальна допомога — 11,1 %.